# Amarant roquer
L'amarant roquer o pinsà roig de les roques (Anglès: Rock Firefinch. Francès: Amarante des rochers) (Lagonosticta sanguinodorsalis) és una espècie d'ocell de la família dels estríldids (Estrildidae) que es troba a l'altiplà de Jos, al centre de Nigèria i al Camerun. L'espai on es pot trobar s'estén 29.000 km². Aquesta espècie es va descobrir recentment, l'any 1998. En canvi, aquesta espècie sembla estar més estretament relacionada amb espècies similars de Mali i del Txad. El nom de l'espècie sanguinodorsalis significa l'esquena de color vermell de sang, que es va escollir perquè descriu el color vermell vibrant de l'esquena del plomatge masculí. L'estat de l'espècie s'avalua amb un risc mínim.

## Descripció
Són sexualment dimòrfics, on els mascles adults tenen un plomatge de colors més brillants que les femelles adultes. Els mascles es caracteritzen per tenir l'esquena de color vermell brillant i la cara, la gola, el pit i el ventre de color vermell intens. Les femelles es caracteritzen per l'esquena de color marró vermellós, la cara de color gris marronós i la gola, el pit i el ventre de color vermell grisenc. Un bec de color gris blavós és un dels trets definitoris més importants. Tant els mascles com les femelles tenen la capçada de color gris marronós, les cobertores alars superiors de color vermell marronós, la gropa i les cobertores superiors de la cua de color vermell intens, i els flancs i les cobertores inferiors de les ales de color gris fosc amb taques blanques. Les ales són de color marró vermellós fosc i la cua és negra amb vores vermelles a les plomes de vol exteriors. Tenen les ales primàries amples i una longitud mitjana d'ala de 54 mm. Els exemplars joves es caracteritzen per tenir una cara i una capçada de color marró grisenc més pàl·lids i un plomatge general menys vermell en comparació amb els adults. En comparació amb altres caderners mascles, els mascles de roca tenen l'esquena vermella més brillant, capes de color gris marronós i primaris més amples que no tenen una punta estreta. En comparació amb femelles i joves d'altres espècies, tenen un plomatge general més fosc i vermellós. La muda sol coincidir amb l'estació seca, però es pot estendre fins a l'inici de l'estació de pluges. Tenen una varietat de vocalitzacions distintives. Quan és molestat i s'allunya volant, fa una crida d' alarma. Els mascles fan un ràpid descens de soroll treeeee en presència d'una femella, i aquest so és molt singular i característic de l'espècie. Chew, un soroll de xiulet descendent, i chwee, un soroll de xiulet ascendent, sovint es repeteixen per parelles. Les femelles fan un feeeeeew llarg de ràpid ascens i un xiulet de descens lent, generalment en presència d'un mascle. Curiosament, moltes de les vocalitzacions de l'espècie són imitades per un altre ocell de l'altiplà de Jos, anomenat Vidua maryae. Aquesta espècie de l'altiplà de Jos és un paràsit de la cria dels Lagonosticta sanguinodorsalis i molt probablement imiti els seus cants per tal d'optimitzar l'èxit de parasitar-los.

## Distribució i hàbitat

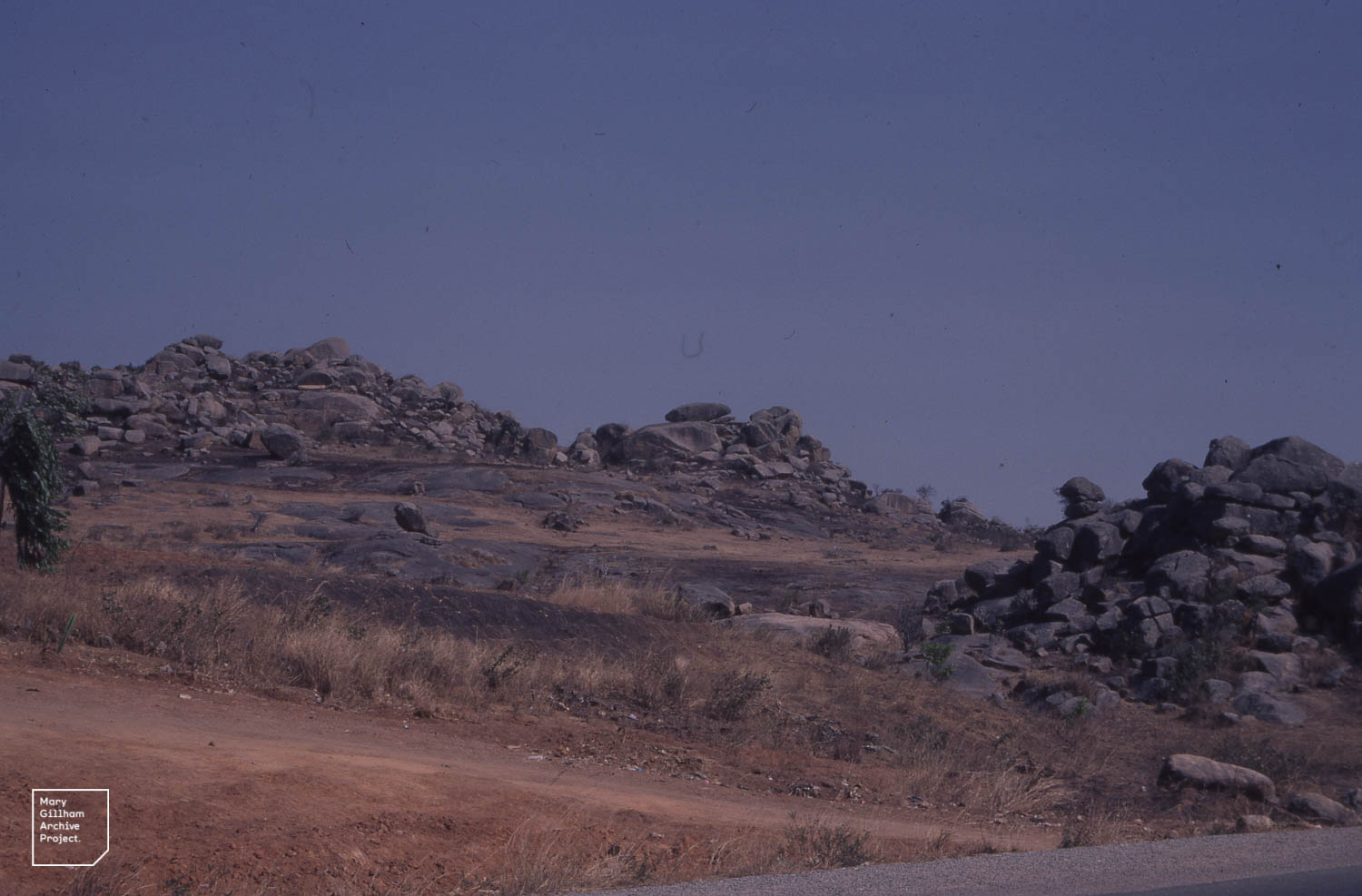
Inselbergs rocosos: hàbitat típic.

Primer es va creure que només eren endèmics de l'altiplà de Jos, al centre de Nigèria, però també es van documentar observacions al nord del Camerun, que limita amb l'est de Nigèria. Es considera que estan restringits, ja que es troben principalment a l'altiplà de Jos. L'altiplà de Jos és un hàbitat rocós amb un clima semitemperat amb temperatures que oscil·len entre els 60 i els 80 graus Fahrenheit. Hi ha una estació seca diferent de novembre a abril i una estació plujosa de maig a octubre. Prefereixen els inselbergs als hàbitats de la sabana arbustiva i les sortides rocoses per construir els seus nius. Els Inselbergs són turons o muntanyes aïllades que sorgeixen d'una plana. Independentment de l'estació de l'any, viuen als inselbergs i eviten les zones de conreu. Tenen una alta fidelitat al lloc, tornant habitualment a la mateixa zona durant tot l'any. Durant l'estació seca, van a territoris més grans per obtenir aigua. Durant l'estació humida, no necessiten viatjar a recursos hídrics llunyans i, per tant, tenen un territori més petit.

## Estat
La Unió Internacional per a la Conservació de la Natura (UICN) classifica aquesta espècie sense risc. Tanmateix, aquest estat podria canviar si es segueix destruint de manera continuada l'hàbitat de l'altiplà de Jos.